# کلاوس تیله
کلاوس تیله (آلمانی: Klaus Thiele، زادهٔ ۲۱ ژانویه ۱۹۵۸ در پوتسدام) یک ورزشکار دو و میدانی اهل جمهوری دمکراتیک آلمان است که عمدتاً در رشتهٔ دو ۴۰۰ متر به رقابت می‌پرداخت. وی در بازی‌های المپیک تابستانی ۱۹۸۰ در مسکو، اتحاد جماهیر سوسیالیستی شوروی موفق به کسب مدال نقره در رشتهٔ دو ۴ در ۴۰۰ متر امدادی شد.